# Carl Otto Bergkvist
Carl Otto Bergkvist, född Karl Otto Bergkvist 10 november 1918 i Gudmundrå Västernorrlands län, död 16 maj 1981 i Täby, var en svensk journalist och sångtextförfattare verksam under pseudonymen Carro Bergkvist.
Carro Bergkvist hade efter klassisk journalistskolning på bland annat Vimmerby Tidning en lång och framgångsrik karriär i Stockholm från 1940-talet och var under många år en av huvudstadens ledande kändisjournalister verksam huvudsakligen på Aftonbladet.
På senare år kom han att arbeta mer och mer som pressansvarig för bland andra Hasse och Tage, Stockholms stadsteater och Nicolai Gedda.
Från tidigt 1960-tal var han också verksam vid Sveriges Radio och tv i bland annat redaktionen för Hylands hörna och ett stort antal frågeprogram med bland andra Per-Erik Lindorm.
Ett samarbete inlett på tidigt 1970-tal med Nils Poppe resulterade i ett antal bearbetningar av farser för Fredriksdalsteatern i Helsingborg.
Carro Bergkvist hade två söner: Jan Peter Bergkvist, född 1957, tillsammans i sitt äktenskap med skådespelerskan Birgit Linder, samt Björn Ingman, född 1967 tillsammans med Margareta Ingman.